# 다가시라 료타
다가시라 료타(일본어: 田頭 亮太, 2002년 2월 7일~)는 일본의 축구 선수이다.

## 구단 경력
그는 2023년 J2리그의 더스파구사쓰 군마(더스파 군마)에 입단했다. 2024년후 J3리그에 강등했다.